# Francisco Capel
Pour les articles homonymes, voir Capel.
Francisco Capel, né le 24 décembre 1933, à Madrid et mort le 19 octobre 2022, est un joueur de basket-ball espagnol. Il évolue au poste de pivot.

## Palmarès
- Champion d'Espagne 1960
- Coupe du Roi 1960
- Vainqueur des Jeux méditerranéens de 1955
- Finaliste des Jeux méditerranéens de 1959